# Charles Mingus and Friends in Concert
Charles Mingus and Friends in Concert ist ein Jazz-Album von Charles Mingus. Es ist der Livemitschnitt eines Konzerts, das am 4. Februar 1972 in der New Yorker Avery Fisher Hall stattfand. Hierzu hatte der Bassist und Komponist Mingus zusätzlich zu seiner Band Freunde wie Gene Ammons, Dizzy Gillespie, Lee Konitz, James Moody, Gerry Mulligan eingeladen. Die Aufnahmen erschienen zunächst 1973 als Doppel-LP auf Columbia Records. Sie wurden von Sy Johnson und Bob Belden überarbeitet, ergänzt und 1996 neu herausgegeben.

## Vorgeschichte des Konzerts
Im Jahr 1970 kehrte Charles Mingus – nach sechsjähriger Abwesenheit – in die Jazzszene zurück. 1971 veröffentlichte er seine Autobiographie Beneath the Underdog und nahm für Columbia das Studioalbum Let My Children Hear Music auf. Um das Album zu promoten, planten Teo Macero, Bruce Lundvall und andere in der Leitung des Labels, den Bassisten mit seiner regulären Bandmitgliedern wie etwa Charles McPherson und Bobby Jones sowie Gästen in der New Yorker Philharmonic Hall auftreten zu lassen und das Konzert mitzuschneiden, um ein Live-Album zu produzieren. Die Leitung des Ensembles übernahm kurzerhand Teo Macero; als Arrangeur wurde Sy Johnson eingestellt, der schon am Vorgängeralbum mitgewirkt hatte.
Geplant war das Konzert mit einem Haupt-Gastsolisten; der zunächst angefragte Sonny Rollins sagte jedoch ab, ebenso Freddie Hubbard. Schließlich sagte der Tenorsaxophonist Gene Ammons zu, der damals etwas aus dem Rampenlicht geraten war und dessen R&B-Stil damals als „alter Hut“ galt. Hinzu kamen als weitere Gäste Gerry Mulligan, Milt Hinton, James Moody, Randy Weston und Lee Konitz sowie als Sänger Honey Gordon und Dizzy Gillespie.

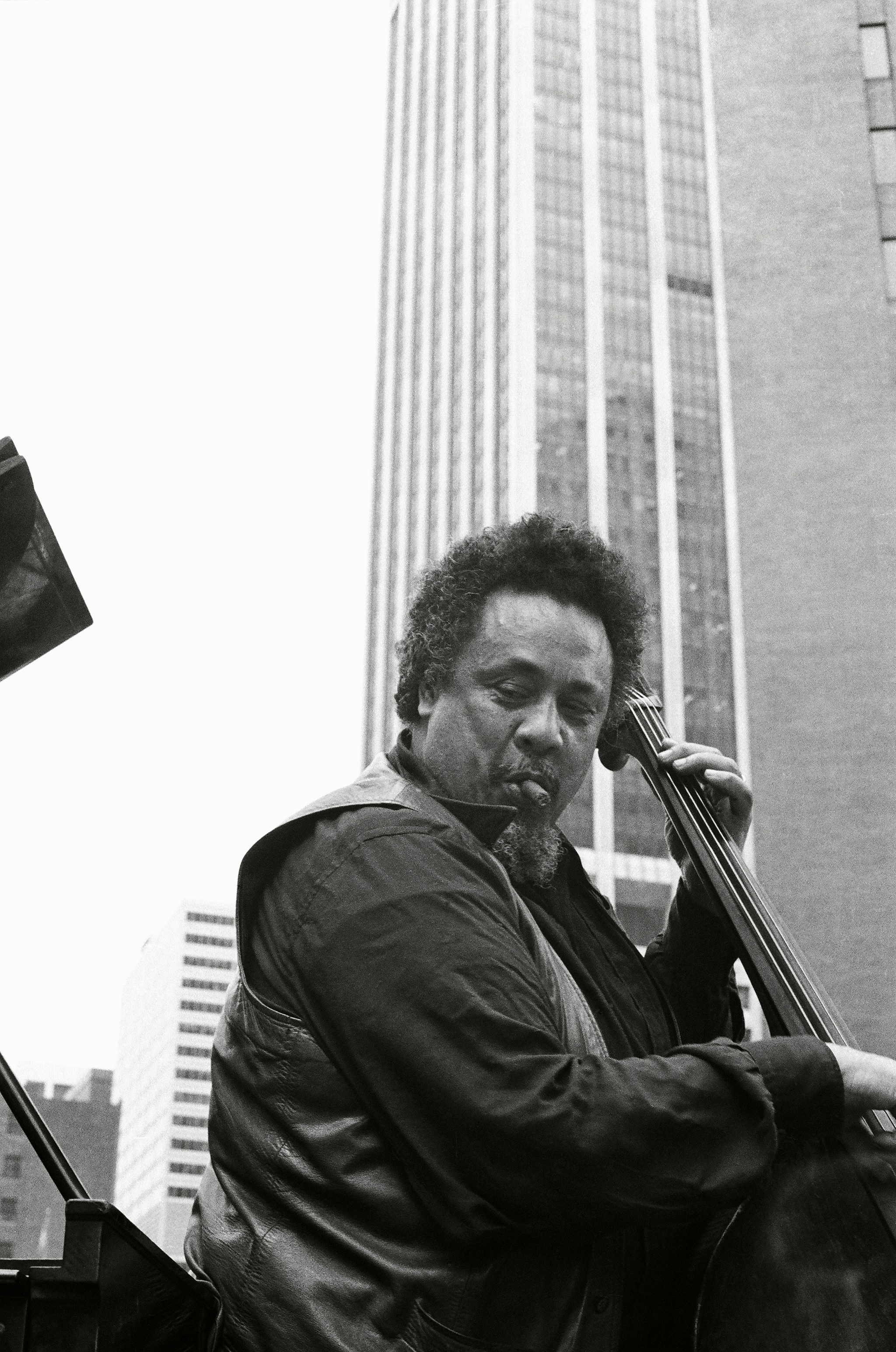
Charles Mingus 1976

Für das Konzert hatte Charles Mingus ein Trompetenstück speziell für Roy Eldridge geschrieben, der aber bedingt durch Krankheit (Laryngitis) absagen musste. Auf dessen Empfehlung nahm seinen Platz der damals achtzehnjährige Jon Faddis ein, der damit sein triumphales Aufnahmedebüt hatte. Um dem Konzert noch mehr Publicity zukommen zu lassen, riet man Mingus, seinen Freund, den Komiker Bill Cosby als Zeremonienmeister zu engagieren.
In den Liner notes der überarbeiteten und erweiterten Neuausgabe des Konzertmitschnitts schrieb Sy Johnson 1996 über die damaligen Schwierigkeiten, innerhalb der dafür vorgesehenen Zeit bis zum Konzerttermin all die neuen Arrangements zu schreiben. Johnsons Idee, das 1971 aufgenommene The Shoes of the Fisherman’s Wife … mit elf Holzbläsern und sechs Bassisten aufzuführen, wurde wegen zu hohen Aufwandes fallengelassen. Kernstück des Konzerts war dann – neben den meisten Titeln und überarbeiteten Arrangements aus Let My Children Hear Music – die neue Suite für Trompete und Orchester, die „Little Royal Suite“, die Mingus für Roy „Little Jazz“ Eldridge geschrieben hatte. Nach ersten Proben für das Konzert erkannte Produzent Teo Macero, dass Mingus mit dem Trompetenwerk nicht fertig würde und arrangierte es dann mit Johnson nach Mingus’ Ideen zu Ende; Johnson fügte dann noch ein Balladen-Zwischenspiel für acht Saxophonisten ein.

## Das Konzert am 4. Februar 1972

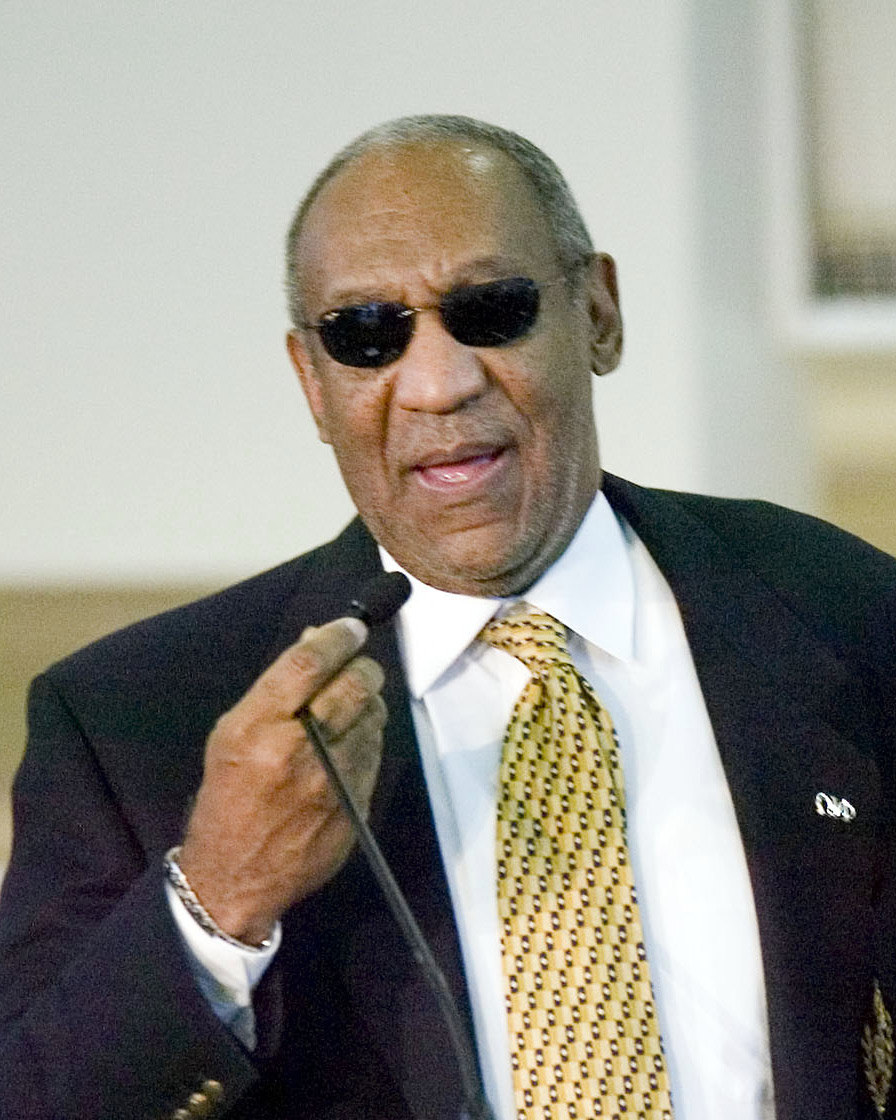
Bill Cosby (2006)

Entgegen alle Erwartungen war das Konzert ausverkauft. Für Charles Mingus, der seit fast zehn Jahren nicht mehr in New York City aufgetreten war, wurde extra ein Empfangskomitee gebildet. Es waren weit über 2000 Besucher erschienen; im Publikum saßen u. a. Stan Getz, Ornette Coleman und George Wein. Das Konzert begann mit dem Swing-Klassiker Honeysuckle Rose, für das Bill Cosby den Dirigenten mimen durfte: „Man braucht in der Tat schon einigen Humor, um dieses Stück über sich ergehen zu lassen“, schrieben Horst Weber und Gerd Filtgen über das Stück, das auf der Doppel-LP enthalten war, aber bei der späteren Neuedition 1996 ausgelassen wurde.
Nach einer kurzen Ansage durch Cosby (“… this evening belongs to Mister Charles Mingus!”) spielte die Big Band dann eine Mingus-Komposition aus den 1950ern, Jump Monk; die Musik hatte Johnson von dem 1955er-Album Mingus at the Bohemia abgehört, transkribiert und für große Besetzung orchestriert. Die Bläser begannen mit einer abstrakten Einleitung; dann folgte ein unbegleitetes Statement von Gene Ammons. Erst jetzt steigt die Band ein; Ammons spielte einen rauen Blues-Stil. Weitere Solisten sind dann Posaunist Eddie Bert (der schon beim Bohemia-Konzert dabei gewesen war), sowie die Freunde Charles McPherson und Lonnie Hillyer im Duett.
Neben Hillyer und Ammons traten bei folgenden Titel E.S.P. Lee Konitz, der das Stück mit Mingus als „Extrasensory Perception“ 1952 gespielt hatte, und Gerry Mulligan als Gastsolisten auf.
Nach der Nummer reißt Cosby einen Witz darüber, dass man Fables of Faubus für diesen Abend gestrichen habe und Charles Mingus einen Schlips trage.
In Ecclusiastics, nach Gary Giddins eine „euphorische Methodisten-Hymne“, trat dann – neben Ammons und Bobby Jones – der junge Trompeter Jon Faddis (mit gestopfter Trompete) in Erscheinung. Todd Jenkins schrieb, Ammons sei zwar ein völlig anderer Spieler als (seinerzeit) Roland Kirk; er beherrsche „den Gospel aber genau so gut wie den Blues“ und liefere „ein ekstatisches Solo“. Bobby Jones wiederum als zweiter Tenorist verankere „die Musik von Mingus sicher in der Gegenwart“.
Eclipse, das Mingus ursprünglich für Billie Holiday komponiert hatte, ist hier ein Feature für die Sängerin Honey Gordon. Das orchestrale Arrangement von Sy Johnson, nach Einschätzung der Biographen Weber und Filtgen „sehr ähnlich wie die Fassung von der Platte Pre-Bird“, ließ für weitere Soli keinen Raum.

Es folgte das upbeat-Stück Us Is Two im Ellington-Stil mit ins Ensemblespiel eingebetteten Baritonpassagen von Gerry Mulligan. Das Stück erlebte an diesem Abend seine erste Aufführung; nach einem ersten Solo von Bobby Jones kam Ammons mit dem unvertrauten Material nicht zurecht und brach mitten im Chorus ab. Anschließend hatte Charles McPherson noch ein Solo, der mit dem Material vertrauter war.
Dem folgt Taurus in the Arena of Life, ursprünglich auch „Number One Grandson“ betitelt. Sy Johnson mutmaßte, dass Art Tatum und Harry Carney für die Struktur des Stücks die Hauptinspirationsquellen für Mingus waren.
Dann spielt Mingus in dem spontan improvisierten „Mingus Blues“ ein einleitendes Solo, in das Gene Ammons einsteigt; ein Duett, das Todd Jenkins an Mingus’ Zwiesprache mit Eric Dolphy in What Love erinnerte.

Nach kurzer Ansage spielt das Ensemble die breit angelegte, zwanzigminütige Little Royal Suite; Solist ist gleich zu Anfang Jon Faddis, gefolgt von Ammons, Konitz, dann erneut Ammons, dann schließen sich Gerry Mulligan, Charles McPherson und noch einmal Ammons an.
Ironischerweise, so Todd Jenkins, erinnerte Faddis Solo eher an den anwesenden Gillespie als – wie von Mingus beabsichtigt – an Roy Eldridge. Nach der Folge der Soli kam wieder Faddis an die Reihe und beendete das Stück mit wilden Kadenzen. Das Stück ist nach Giddins der Höhepunkt des Albums, mit dem gleichzeitig Faddis seine Reputation begründete. Es zeigt nach Giddins für Mingus charakteristische Stilvariationen, Serielle Musik und Jelly Roll Morton treffen aufeinander in wogenden Ostinato-Figuren und pochenden Dissonanzen

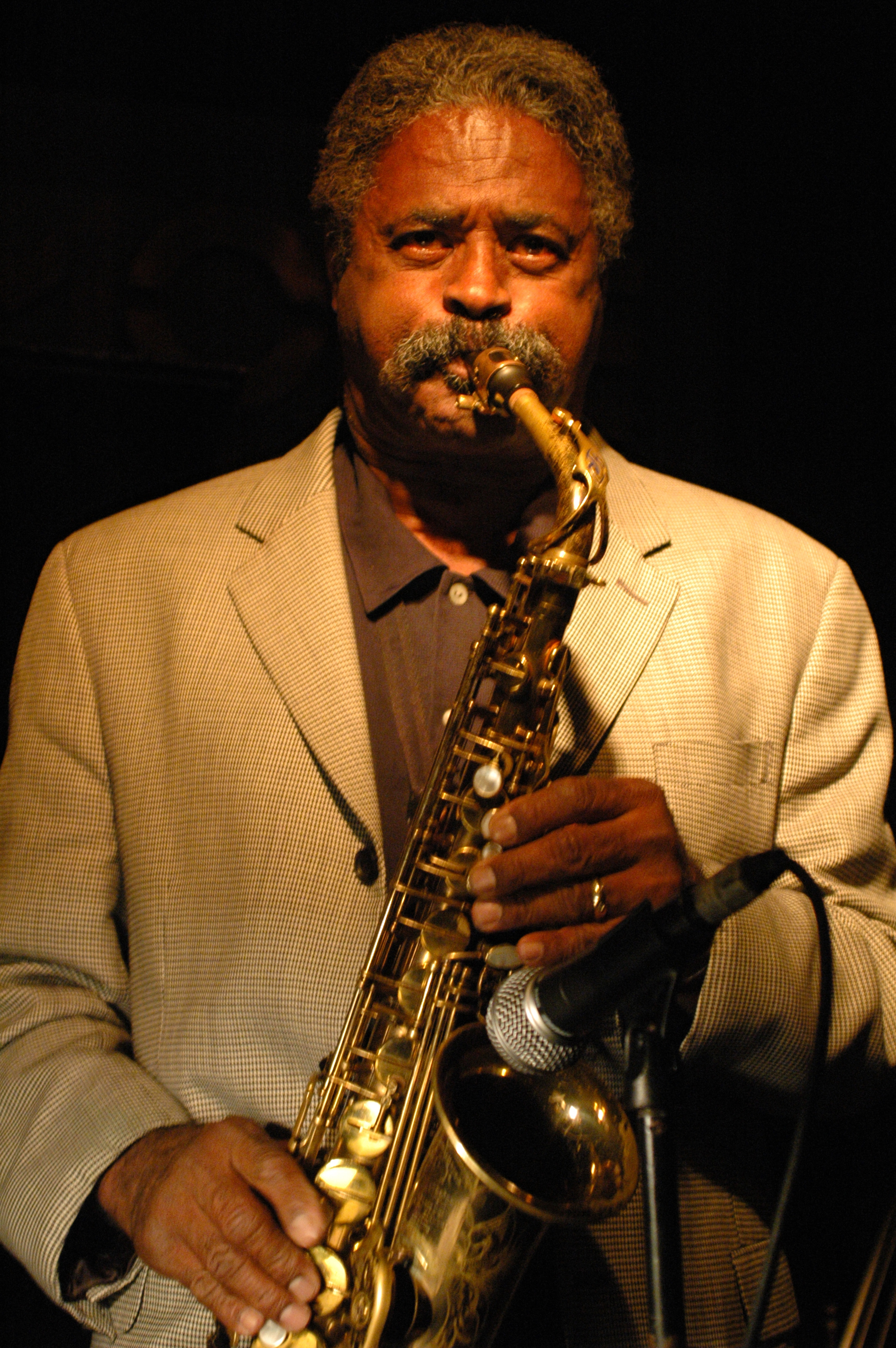
Charles McPherson 2006

Aus der Zusammenarbeit mit George Gordon Anfang der 1950er Jahre stammt die Komposition Strollin’; Mingus verwendete das Stück 1959 in der Instrumentalfassung als „Nostalgia in Times Square“. Gordons Tochter Honey Gordon, die das Stück auch selbst im Repertoire hatte, beginnt das Blues-Thema zunächst nur vom Piano begleitet, bevor die Band einsteigt; Solisten sind hier u. a. Gerry Mulligan, Lee Konitz, Bobby Jones als Klarinettist und Howard Johnson am Bariton.
Die folgende Komposition „The I of Hurricane Sue“, die aus dem vorgehenden Studioalbum stammt, widmete Mingus seiner Frau Sue; Solisten sind hier Altsaxophonist Charles McPherson und Tenorsaxophonist Bobby Jones; Akzente setzt John Foster, indem er durch sein Free-Jazz-Pianospiel eine chaotische Stimmung erzeugt, verstärkt durch die spontanen Einwürfe der Hornbläser.
E’s Flat, Ah’s Flat Too ist eine Neufassung von Hora Decubitus (von dem Impulse-Album Mingus Mingus Mingus Mingus Mingus aus dem Jahr 1963). Als Solisten sind hier u. a. Joe Chambers, Milt Hinton, Flötist James Moody, Randy Weston und Konitz zu hören. Für ein kurzes Zwischenspiel erscheint nun als Gast Dizzy Gillespie, der ausschließlich für diese Nummer auf Wunsch Cosbys kam und sein Ool-Ya-Koo im Scatgesang im Duett mit Bill Cosby darbietet, der sich damit allerdings etwas schwer tat. Die kurze Komposition Portrait, eingeleitet von Charles Mingus’ Solospiel, bereitet wieder die Bühne für die Sängerin Honey Gordon.
Das Konzert endet mit Don’t Be Afraid, The Clown’s Afraid Too, das Mingus erstmals 1965 auf dem UCLA-Konzert gespielt hatte;
Bei seiner kurzen Einleitung zieht Mingus die Saiten seines Instruments zur Seite des Griffbretts; es erzeugte so einen Klang, der Todd Jenkins zufolge der menschlichen Stimme ähnlich ist. Hauptsolisten sind hier neben Mingus, Jon Faddis, Charles McPherson, Lonnie Hillyer, Bobby Jones und Pianist John Foster.

## Bewertung des Albums

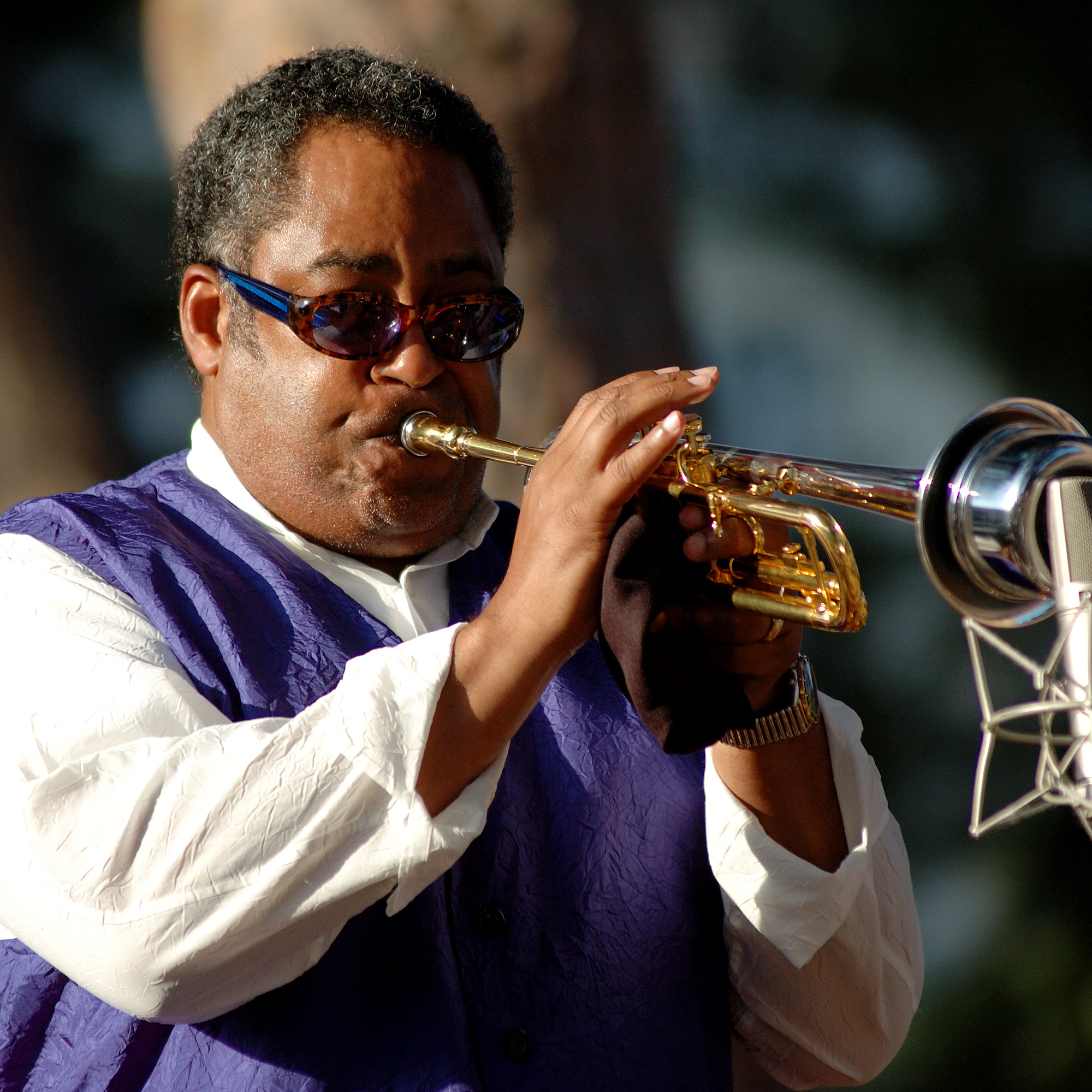
Jon Faddis 2007

Mingus selbst, beim Abendessen nach dem Auftritt danach gefragt, wie er das Konzert fand, blickte von seinem Teller kurz auf und meinte nur: „Too many friends.“ Das Konzert war jedoch ein großer Erfolg beim Publikum und trug zum Comeback des Bassisten und Bandleaders bei; die Mingus-Biographen Horst Weber und Gerd Filtgen sehen es als einen Beweis für die (in den 1970er Jahren) stets anwachsende Anerkennung von Mingus und seiner Musik. Sie merken jedoch kritisch an, dass – trotz erneuter Beteiligung des Arrangeurs Sy Johnson – das musikalische Ergebnis weit hinter Let My Children Hear Music zurückbleibe. Das Ganze „sei über weite Strecken eine freundschaftliche Jam-Session gewesen, zu der Mingus seine Freunde engagiert habe“. Die Autoren würdigten dennoch – trotz technischer Pannen (so stand Gerry Mulligan zeitweise zu weit weg vom Mikrophon) – musikalische Einzelleistungen, so etwa das kraftvolle Spiel von Gene Ammons, ferner das herausragende Flötensolo von James Moody, den Pianisten Randy Weston und den „Frühstart“ des jungen Jon Faddis. „Als Platte, noch dazu als Doppelalbum, gibt das Ganze nicht viel her.“
Scott Yanow merkt in AllMusic zu Charles Mingus’ Spätwerk kritisch an, dass viele seiner Aufnahmen mit größeren Ensembles in seinen letzten Jahren dazu neigten, „zuchtlos und irgendwie undiszipliniert zu wirken“. Die Wiederveröffentlichung in Form von zwei CDs, die fünf bisher unveröffentlichte Stücke biete, feiere Mingus’ Rückkehr zum Jazz nach sechs Jahren relativer Untätigkeit; große Musiker wie Gerry Mulligan, Gene Ammons, Lee Konitz, Randy Weston, James Moody und viele Musiker aus Mingus’ früheren Ensembles hätten hier die Chance, mit dem großen Bassisten zu spielen; das Meiste aber sei „allzu flüchtig“; in Erinnerung bleibe aber das „überfüllte“ E’s Flat, Ah’s Flat Too und teilweise die Little Royal Suite, bei der der 18-jährige Jon Faddis allen die Schau stehle.
Sy Johnson berichtete 1996 über die Pannen, die er während des Konzertes als Zuschauer erleben konnte; während bei den ersten Nummern Jump Monk, E.S.P. und Ecclusiastics alles bestens lief, geriet Saxophonist Gene Ammons bei seinem Solo in Us Is Two ins Straucheln; er beendete sein Solo mitten im Chorus, und Teo Macero war außer Stande, die Situation zu beheben, „und wir hatten die erste Zug-Entgleisung.“ Bei Strollin’ hatte Honey Gordon zu wenig Mikrophon; auch sei das Stück zu lang geraten. Zur Little Royal Suite merkte Johnson selbstkritisch an, die Suite sei „holprig, unzusammenhängend und verloren“, da die Proben dafür viel zu kurz gewesen waren.
Brian Priestley stellt in seiner Mingus-Biografie fest, dass das Album immerhin unzweifelhaft ein großes Ereignis dokumentiere und zeige, dass Schlagzeuger Joe Chambers eine ausgezeichnete Wahl sei. Allerdings weist er darauf hin, dass das Konzert nicht ausgewogen genug sei und zu viel ungestaltetes Bläserspiel zugelassen habe.

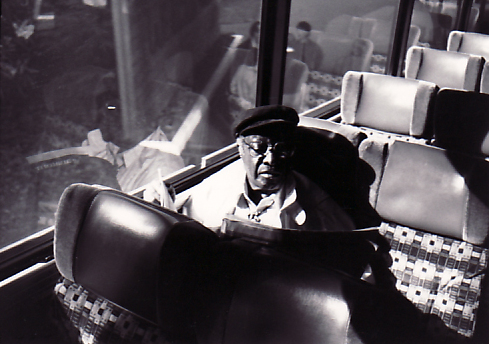
Milton Hinton 1989

Todd S. Jenkins räumt in seinem Buch The Music of Charles Mingus ein, dass die Musik – trotz des übertriebenen Aufwandes der Organisatoren von Columbia – nicht immer den üblichen Mingus-Standards genüge; auch habe der Bassist sich an dem Abend in Bezug auf seine Leistungsfähigkeit nicht sehr sicher gefühlt und daher insgesamt nur drei Solos gespielt. Auch Milt Hinton, der als zweiter Bassist engagiert war, habe sehr zurückhaltend agiert und nur ein kurzes Solo gespielt. Dennoch attestiert Jenkins, dass Mingus in seinem herausragenden Duett mit Ammons (Mingus Blues) und besonders in der Schlussnummer in außerordentlicher Form war; das Konzert sei insgesamt ein Glanzpunkt seiner Karriere gewesen und habe ihm persönlich die Kraft zum Weiterarbeiten gegeben.
Steven Davis merkte zu dem Album im Rolling Stone Magazine bei allen Vorbehalten an, dass es die besten Aufnahmen von Gene Ammons überhaupt enthalte. Einer der Höhepunkte des Abends sei die tief bewegende Interpretation von Eclipse durch Honey Gordon.

## Nachwirkungen des Albums
Aufgrund des Konzerterfolges übernahm vom 20. März bis Mitte Mai 1972 Mingus mit seiner Big Band im Village Vanguard für sieben Montage den Platz der Thad-Jones/Mel-Lewis-Band, die auf Europatournee war. Weitere Konzerte folgten im Juni und Juli 1972.
Columbia Records unternahm zwar große Anstrengungen, das Konzert wie auch das spätere Alben zu promoten; so war das Album-Cover mit dem abgebildeten Mingus-Kopf (und der weißen Schrift auf der Cover-Rückseite) eine Reminiszenz an das damals ebenfalls bei Columbia erschienene Bob-Dylan-Album Greatest Hits Vol. II. Mingus setzte seine späte Karriere jedoch nicht bei Teo Macero und Columbia, sondern ab April 1973 bei seinem alten Label Atlantic Records fort, wo auch (nach einem Reissue Album The Art of Charles Mingus – The Atlantic Years) 1973 sein Folgealbum Mingus Moves und der Mitschnitt von seinem Carnegie-Hall-Konzert 1974 erschienen, bei dem auch Jon Faddis mitwirkte.
Dass das Konzert ausverkauft war, beeindruckte nach Mingus die Konzertveranstalter und zeigte ihnen, dass Jazzmusiker wieder erfolgreich gebucht werden konnte: George Wein war so beeindruckt von dem Konzertereignis, dass es seinen Entschluss verstärkte, sein Newport Jazz Festival nach New York City zu verlegen, wo Charles Mingus ebenfalls mit der Bigband auftrat.

Die Organisatoren des Konzerts Julie Lokin und Art Weiner starteten daraufhin die Konzertagentur New Audience; ihr zweites Konzert war das Carnegie-Hall-Konzert am 19. Januar 1972 von Charles Mingus, das wiederum Jamsession-Charakter hatte.

## Titelliste

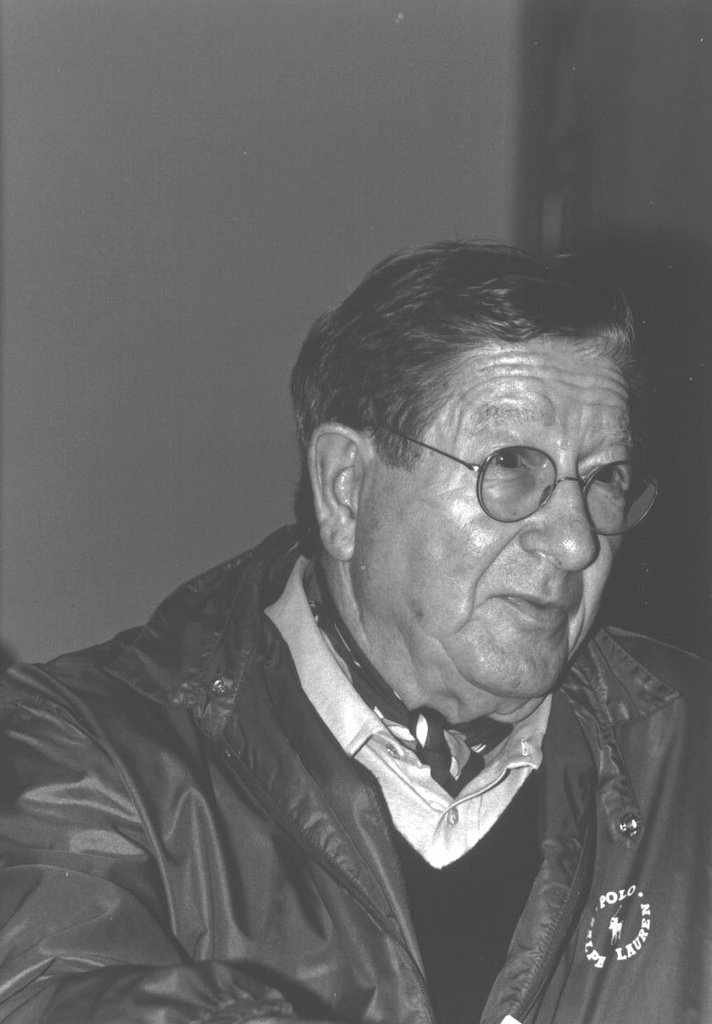
Teo Macero (1996)

Charles Mingus: Charles Mingus and Friends (Columbia KG 31614 / C2K 64975 (CD))

Für die Neuedition auf zwei CDs wurde die originale Abfolge der Titel beim Konzert wiederhergestellt. Das auf der Doppel-LP (Columbia KG 31614) enthaltene Stück Honeysuckle Rose wurde nicht aufgenommen.
CD 1
1. Introduction by Bill Cosby – 1:06
2. Jump Monk – 7:28
3. E.S.P. – 9:25
4. Ecclusiastics – 9:31
5. Eclipse – 4:03
6. Us Is Two – 10:12
7. Taurus in the Arena of Life (a.k.a. Number One Grandson) – 5:53
8. Mingus Blues – 5:33

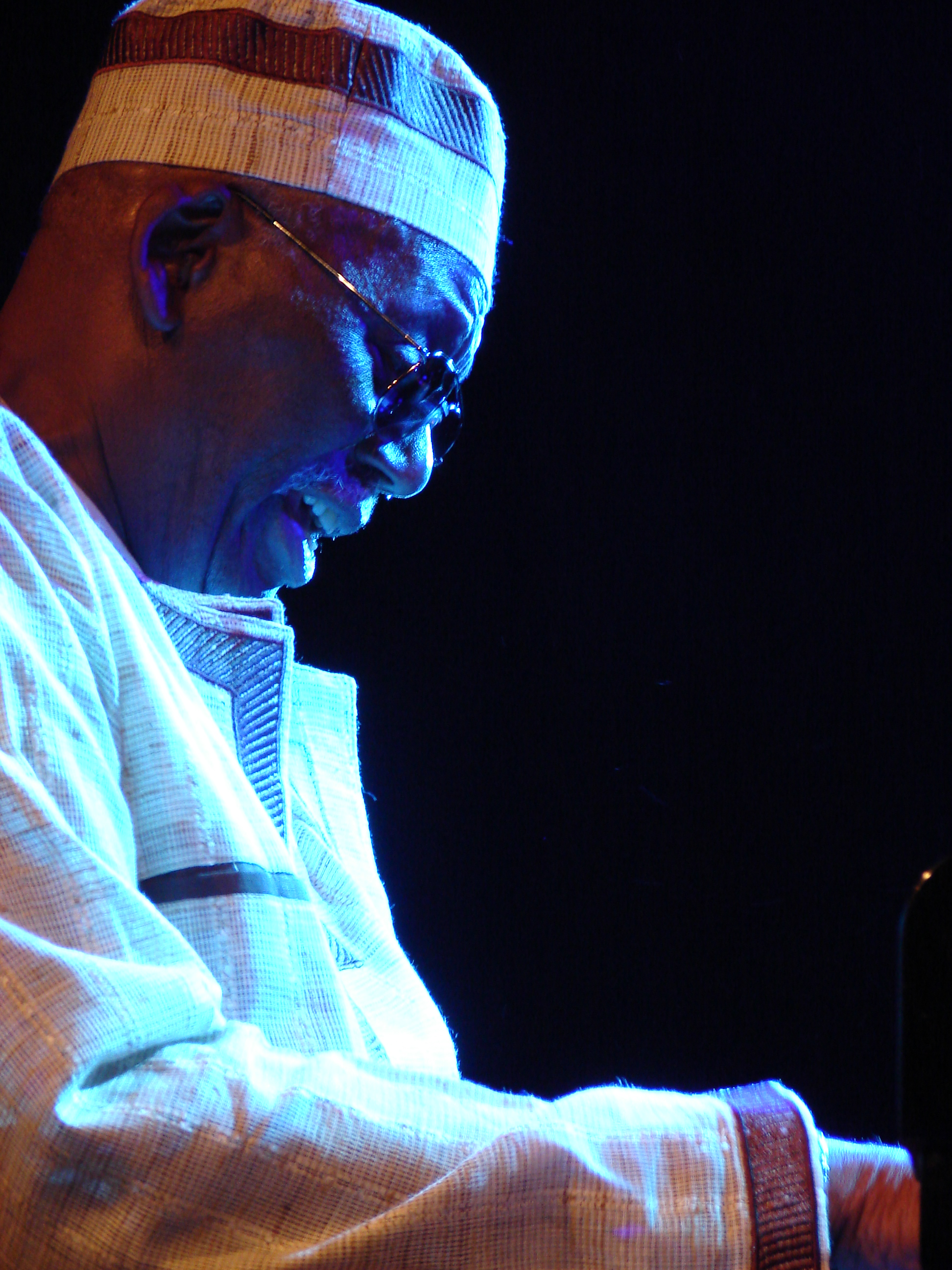
Randy Weston (2007)

9. Introduction to Little Royal Suite by Billy Cosby – 0:14
10. Little Royal Suite – 20:20

CD 2
1. Introduction to Little Royal Suite by Billy Cosby – 0:50
2. Strollin´ (Mingus/George Gordon) – 10:14
3. The I of Hurricane Sue – 11:12
4. E's Flat, Ah’s Flat Too (a.k.a. Hora Decubitus) – 17:08
5. Ool-Ya-Ko (Gillespie/Gil Fuller) – 3:54
6. Portrait – 3:58
7. Don’t Be Afraid, the Clown’s Afraid Too – 10:36

Alle Kompositionen (außer angegeben) stammen von Charles Mingus. Die Transkription, Arrangement und Orchestrierung stammt von Sy Johnson.

## Die Titelabfolge der Doppel-LP
- Seite 1

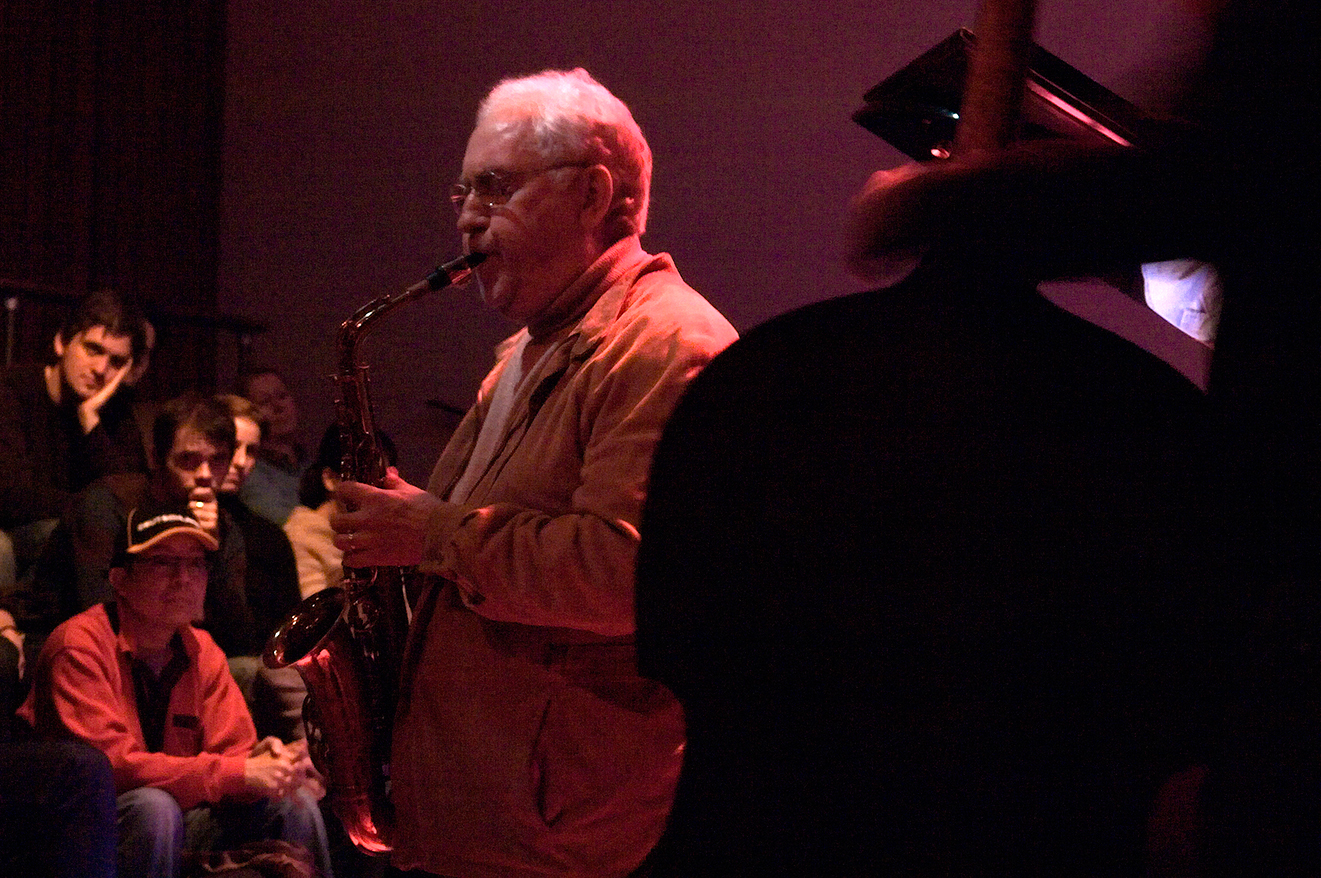
Lee Konitz, Altes Pfandhaus Köln, 20. Dezember 2007

  1. Honeysuckle Rose (opening theme) (Fats Waller)
 Opening remarks by Bill Cosby, MC
  2. Jump Monk
  3. Mingus Blues
- Seite 2
  1. Us Is Two
  2. E’s Flat, Ah’s Flat Too
  3. Eclipse
- Seite 3
  1. Little Royal Suite
  2. Ool-Ya-Koo (Dizzy Gillespie, Gil Fuller)
- Seite 4
  1. E.S.P.
  2. Ecclusiastics

## Weblinks

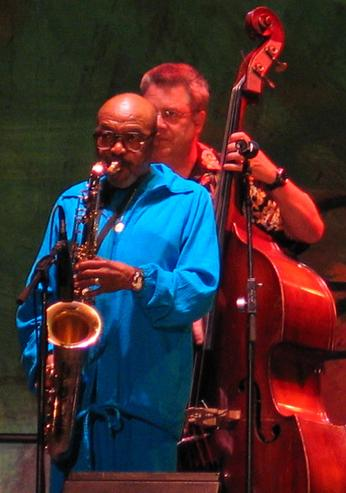
James Moody (Puerto Rico 2007)